# Zentrierung (Statistik)
Als Mittelwertzentrierung oder kurz Zentrierung wird in der Statistik eine Transformation mit Verschiebung der Werte einer Variable um den arithmetischen Mittelwert dieser Variable verstanden. Man nennt eine Beobachtungsreihe zentriert, wenn ihr arithmetischer Mittelwert Null ist. Um eine Beobachtungsreihe zu zentrieren, ist von jedem Beobachtungswert der arithmetische Mittelwert der Beobachtungsreihe zu subtrahieren. Typisches Beispiel in den Sozialwissenschaften ist die Verschiebung von Altersangaben von Personen um den Mittelwert der Altersangaben einer Grundgesamtheit. Vorteil ist, dass unterdurchschnittliche Werte dadurch negative Vorzeichen erhalten. Ferner ist bei Anwendung multivariater Verfahren die Interpretation einfacher, weil dann nicht an einem unrealistischen Nullpunkt geschätzt wird. Hat eine zentrierte Beobachtungsreihe zusätzlich die empirische Standardabweichung Eins, so spricht man von einer standardisierten Beobachtungsreihe. Ein Spezialfall der Standardisierung ist die Studentisierung. Es gibt eine analoge Zentrierung für Zufallsvariablen, indem eine zentrierte Zufallsvariablen als Differenz von Zufallsvariable und Erwartungswert gebildet wird.

## Anwendungsbeispiel
Die Berechnung der empirischen Varianz {\displaystyle {\tilde {s}}^{2}:={\frac {1}{n}}\sum \nolimits _{i=1}^{n}\left(x_{i}-{\overline {x}}\right)^{2}} verlangt, dass zuerst aus der Beobachtungsreihe das arithmetische Mittel {\displaystyle {\overline {x}}} bestimmt wird und dann nochmals auf die Beobachtungsreihe zurückgegriffen werden muss, um die Abweichungen {\displaystyle x_{i}-{\bar {x}}} der Merkmalswerte vom arithmetischen Mittel zu bilden. Allerdings kann die empirische Varianz auch mittels des Verschiebungssatzes in der nichtzentrierten Form {\displaystyle {\frac {1}{n}}\sum _{i=1}^{n}x_{i}^{2}-{\bar {x}}^{2}} dargestellt werden.

## Zentrierte Beobachtungen
Eine Reihe beobachteter Werte {\displaystyle (x_{1},\dots ,x_{n})} heißt zentriert, falls das arithmetische Mittel der beobachteten Werte Null ist, also
{\displaystyle {\bar {x}}={\frac {1}{n}}\sum _{i=1}^{n}x_{i}=0}
gilt.
Für beobachtete Werte {\displaystyle (x_{1},\dots ,x_{n})} bezeichnet man als Zentrieren den Vorgang, aus den Ausgangsdaten mit
{\displaystyle x_{i}'=x_{i}-{\bar {x}},\quad i=1,\dots ,n}
die zentrierten Werte {\displaystyle (x_{1}',\dots ,x_{n}')} zu bilden. 
Die so gebildeten zentrierten Werte haben das arithmetische Mittel Null, da 
{\displaystyle {\frac {1}{n}}\sum _{i=1}^{n}x_{i}'={\frac {1}{n}}\sum _{i=1}^{n}(x_{i}-{\bar {x}})={\frac {1}{n}}={\frac {1}{n}}\sum _{i=1}^{n}x_{i}-{\frac {1}{n}}\sum _{i=1}^{n}{\bar {x}}={\bar {x}}-{\bar {x}}=0\;.}

## Zentrierte Zufallsvariable
Eine zentrierte Zufallsvariable ist eine Zufallsvariable mit Erwartungswert Null.
Man erhält eine zentrierte Zufallsvariable, wenn man aus einer Zufallsvariablen {\displaystyle X}, die einen endlichen   Erwartungswert {\displaystyle \operatorname {E} [X]} besitzt, die neue Zufallsvariable {\displaystyle X'=X-\operatorname {E} [X]} bildet. Dieser Vorgang wird auch als Zentrierung einer Zufallsvariablen bezeichnet. Eine durch Zentrierung entstandene Zufallsvariable {\displaystyle X'=X-\operatorname {E} [X]} hat stets den Erwartungswert Null, da
{\displaystyle \operatorname {E} [X']=\operatorname {E} [X-\operatorname {E} [X]]=\operatorname {E} [X]-\operatorname {E} [X]=0}
gilt.
Für eine Zufallsvariable {\displaystyle X} mit dem endlichen Erwartungswert {\displaystyle \operatorname {E} [X]} ist {\displaystyle \operatorname {E} [X-\operatorname {E} [X]]} das erste zentrale Moment der Zufallsvariablen {\displaystyle X}.